# Марс у культурі

Логотип компанії Google, присвячений дослідженню рідкої води на планеті (28.09.2015).

Марс у культурі — використання образу четвертої планети Сонячної системи в культурі. З давніх-давен людство спостерігає за Марсом. Тривалий період Марс для багатьох був загадковою планетою, оповитою таємницями, легендами, що й ставало підмурком для домислів учених та буйної фантазії митців. Планету названо на честь давньоримського бога війни — Марса, що відповідав давньогрецькому богу війни Аресу (у новогрецькій мові, скажімо, червона планета має назву Арес — Άρης). Хоча саму планету назвали на честь давньоримського, а не давньогрецького бога, супутники Марса (Фобос і Деймос) вже нарекли на честь синів Ареса, які, за легендою, народилися від його шлюбу з Афродітою. У Вавилоні Марс називали Нергал. Через свій червонуватий відтінок Марс ще іменують «червоною планетою».
У різних культурах Марс символізує мужність і юність. Цікаво, що символ, яким позначають планету (коло зі стрілою, що вказує на правий кут), одночасно символізує чоловічу стать. 

Астрономічний символ Марса

## «Канали» Скіапареллі та цивілізація на Марсі

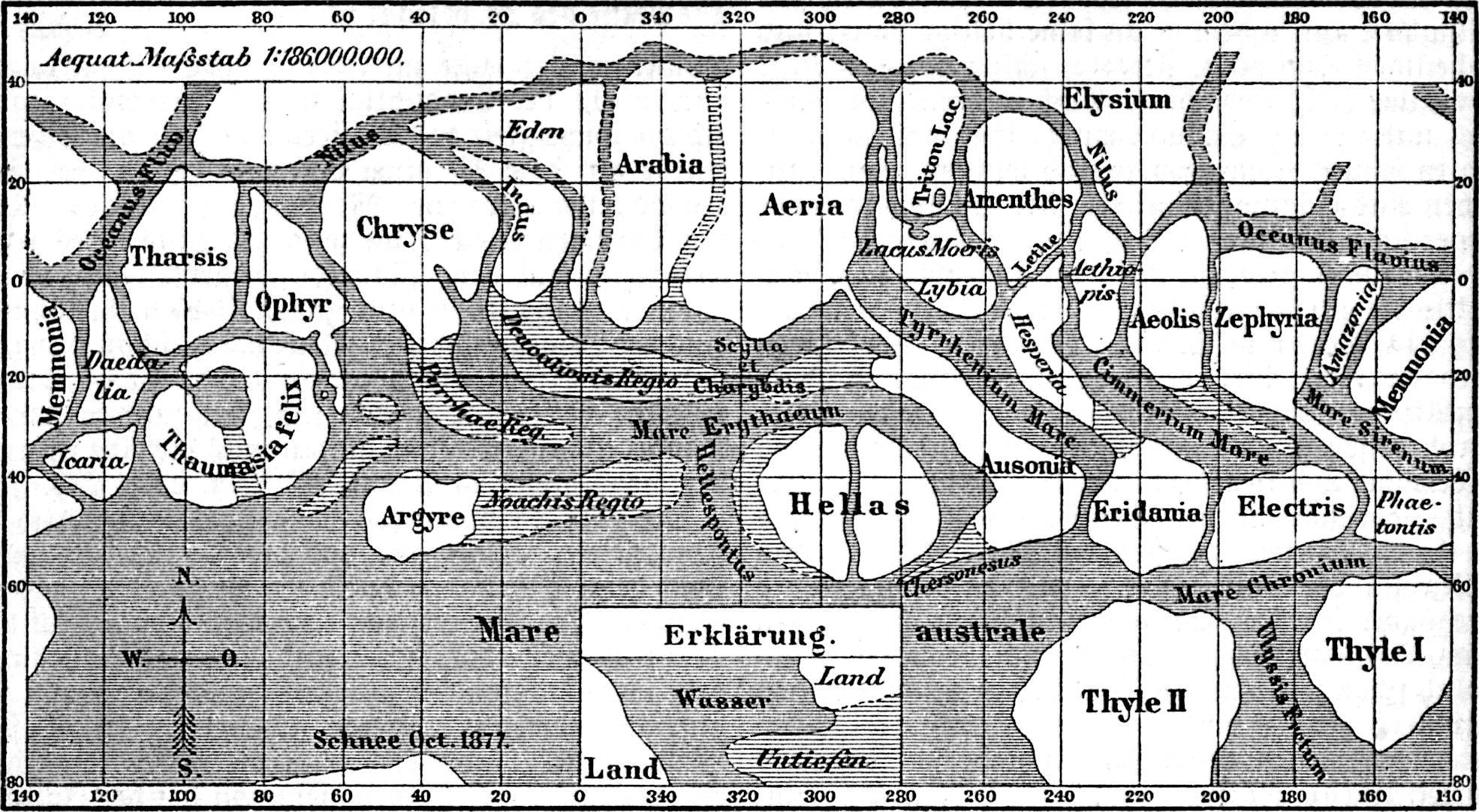
Мапа поверхні Марса Скіапареллі

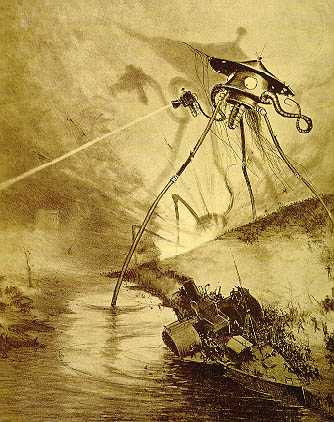
Ілюстрація до роману «Війна світів» Герберта Веллса, на якій зображено триножник

З появою перших телескопів довкола Марса з'явилося ще більше припущень, оскільки поверхню планети не можна було нормально розгледіти через часті на ній пилові бурі, що й породжувало чимало оптичних ілюзій. Так, італійський астроном Джованні Скіапареллі 1877 року спостерігав прямі лінії на поверхні Марса, які назвав італійським словом «canali», яким позначають протоки природного походження. Англійською це слово переклали як «canals» (буквально — штучні канали) замість правильного «channels». Через цю неточність перекладу терміна в кінці XIX — початку XX поширилася думка про штучне походження марсіанських каналів і можливість існування на Марсі цивілізації.

## Марс у різних видах мистецтва
Припущення про існування на Марсі давньої цивілізації надихало багатьох письменників на творчість. Найвідоміший твір про Марс — роман англійського письменника-фантаста Герберта Веллса «Війна світів» (англ. The War of the Worlds, 1897), у якому розповідається про вторгнення розумних марсіан на Землю та їхню подальшу загибель. Роман переклав українською мовою Дмитро Паламарчук. На основі роману в США було створено радіопостановку, яка спричинила масову паніку серед населення, позаяк люди сприйняли інформацію як правдиву. Роман було неодноразово екранізовано. Інший відомий твір — «Марсіанські хроніки» (The Martian Chronicles, 1950), Рея Бредбері. «Марсіанські хроніки» в українському перекладі Олександра Тереха випустило видавництво «Дніпро» 1988 року. 2011 року вони вийшли друком у тернопільському видавництві «Навчальна книга — Богдан» у серії книг «Горизонти фантастики».

Примітно, що англійський письменник Джонатан Свіфт у книзі «Мандри Гуллівера» у третьому розділі третьої частини пише про два супутники Марса, які відкрив набагато пізніше в 1877 американський астроном Асаф Голл, і докладно описує їхні орбіти:
Окрім того, вони (королівські астрономи) відкрили дві менші зірки, або супутники Марса, що обертаються навколо нього і лежать від центру головної планети на віддалі, рівній трьом діаметрам її — ближній і п'ятьом — дальній. Перший обертається за десять годин, а другий — за двадцять одну з половиною. Отже, квадрати часу їхніх обертань майже пропорційні кубам їхньої віддаленості від центру Марса, і це наочно доводить, що вони підлягають тому ж таки законові притягання, який керує всіма небесними тілами.
Сам же роман уперше вийшов у світ у 1726—1727 рр. Марс неодноразово ставав предметом екранізації, образ планети використовують для створення комп'ютерних ігор.

## Фільми про Марс
Про Марс було знято чимало художніх, документальних та мультиплікаційних фільмів. Художні:
- Згадати все (Total Recall, 1990, США). Фільм за участю Арнольда Шварценеггера, основні події якого відбуваються на Марсі.
- Місія на Марс (Mission to Mars, 2000, США).
- Червона планета (Red Planet, 2000, США — Австралія).
- Привиди Марса (Ghosts of Mars, 2001, США).
- Doom (2005, США) та багато інших.

## Відеоігри
З розвитком інформаційних технологій Марс як тло стали використовувати для розробки відеоігор.
- Doom. У цій серії ігор події відбуваються на супутниках Марса — Фобосі й Деймосі.
- Martian Gothic: Unification (неофіційна назва — Martian Gothic).
- Mass Effect. У цій серії Марс фігурує двічі: на Марсі люди знайшли технології зниклої цивілізації, що дало змогу мандрувати Галактикою. У третій частині серії одна з місій відбувається на червоній планеті.

## Супутники

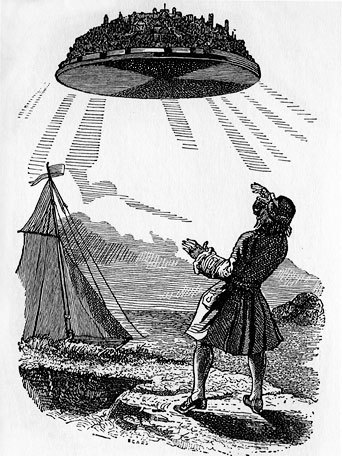
Літаючі міста і острови в літературі Лапута в «Мандрах Гуллівера». Згадка про те, що астрономи Лапути відкрили два супутники Марса, — це перша поява супутників Марса в літературі.

Марс має два супутники, Фобос і Деймос, які у 1877 році відкрив Асаф Голл. Перша згадка супутників Марса в літературі передує їх відкриттю на півтора століття; сатиричний роман 1726 року «Мандри Гуллівера» написаний Джонатаном Свіфтом включає згадку про те, що просунуті астрономи Лапути відкрили два супутники Марса. Твір Вольтера 1752 року «Мікромегас» також згадує про два супутники; історик астрономії Вільям Шіхан припускає що Вольтер взяв ідею у Свіфта.
Невеликі розміри супутників роблять їх не дуже популярним оточенням для фантастичних історій, за деякими винятками, як-от роман 1955 року Фобос, планета роботів Пола Кепона і оповідання 2001 року «Романс з Фобічними варіаціями» Тома Пардома у випадку Фобоса, та оповідання 1936 року «Кристали божевілля» Деніела Льюїса Джеймса у випадку Деймоса. Фобос перетворений на маленьку зірку, аби дати світло і тепло Марса, у романі Артура Кларка Піски Марса. У підлітковому романі «Таємниця супутників Марса» Дональда А. Воллгайма, вони виявляються космічними кораблями прибульців.